# Rached Mahmoud Pharaon
Rached Mahmoud Pharaon (arabul: رشاد بن محمود فرعون, Szíria, 1910. – Dzsidda, 1990.) szaúd-arábiai politikus és diplomata.

## Életrajz
Dr. Rached Mahmoud Pharaon Damaszkuszban orvostudományokat tanult. Ezt követően Párizsba ment tanulni. Tanulmányai követően a Népszövetségben képviselte Szíria és Libanon francia mandátumát.
Rached Mahmoud Pharaon 1948 októbere és 1954 között Párizsban volt nagykövet. Szaúd ibn Abdul-Aziz Al Szaúd 1954-ben kinevezte egészségügyi miniszternek, amely posztot 1961-ig töltötte be. 1963 és 1965 között ismét párizsi nagykövet volt. 1965 októberében tagja lett Fejszál ibn Abdul-Aziz Al Szaúd Kormányzótanácsának, amelynek élete végéig tagja maradt.

## Fordítás
- Ez a szócikk részben vagy egészben  a   Rached Pharaon című német Wikipédia-szócikk ezen változatának fordításán alapul.  Az eredeti cikk szerkesztőit annak laptörténete sorolja fel. Ez a jelzés csupán a megfogalmazás eredetét és a szerzői jogokat jelzi, nem szolgál a cikkben szereplő információk forrásmegjelöléseként.